# Benda (stolica tytularna)
Benda (łac. Diocesis Bendensis) – stolica historycznej diecezji istniejącej w czasach rzymskich w rejonie Epiro Nuovo, sufragania archidiecezji Durrës, współcześnie w Albanii. Obecnie katolickie biskupstwo tytularne. 

## Biskupi tytularni
| Lp. | Biskup                       | Funkcja                                                     | Od                | Do                   |
| --- | ---------------------------- | ----------------------------------------------------------- | ----------------- | -------------------- |
| 1   | Hieronim Wielogłowski        | biskup pomocniczy przemyski                                 | 22 września 1760  | styczeń 1767         |
| 2   | Władysław Klemens Walknowski | biskup pomocniczy poznański                                 | 19 grudnia 1768   | grudzień 1779        |
| 3   | Wojciech Józef Gadomski      | biskup pomocniczy płocki                                    | 23 września 1782  | 23 czerwca 1791      |
| 4   | Antonio Di Stefano           | wikariusz apostolski Mołdawii                               | 28 sierpnia 1849  | 1 listopada 1893     |
| 5   | Franjo Uccelini-Tice         | administrator apostolski Kotoru (Czarnogóra)                | 18 maja 1894      | 18 marca 1895        |
| 6   | Jean-Marie Dépierre          | wikariusz apostolski Zachodniej Kochinchiny                 | 12 kwietnia 1895  | 17 października 1898 |
| 7   | Paolo Schirò                 | ordynariusz dla wiernych obrządku bizantyjskiego na Sycylii | 5 lutego 1904     | 12 września 1941     |
| 8   | Maurice Despatures           | emerytowany biskup Bangalore (Indie)                        | 6 września 1942   | 26 sierpnia 1963     |
| 9   | James Edward McManus         | biskup pomocniczy Nowego Jorku (USA)                        | 18 listopada 1963 | 3 lipca 1976         |
| 10  | Georges Gilson               | biskup pomocniczy Paryża (USA)                              | 13 lipca 1976     | 13 sierpnia 1981     |
| 11  | Jan Niënhaus                 | biskup pomocniczy Utrechtu (Holandia)                       | 15 stycznia 1982  | 5 grudnia 2000       |
| 12  | Tomasz Peta                  | administrator apostolski Astany (Kazachstan)                | 15 lutego 2001    | 17 maja 2003         |
| 13  | Wasyl Iwasiuk                | egzarcha apostolski odesko-krymski (Ukraina)                | 28 lipca 2003     | 13 lutego 2014       |
| 14  | Wilhelm Zimmermann           | biskup pomocniczy Essen (Niemcy)                            | 14 marca 2014     |                      |